# حجر رود

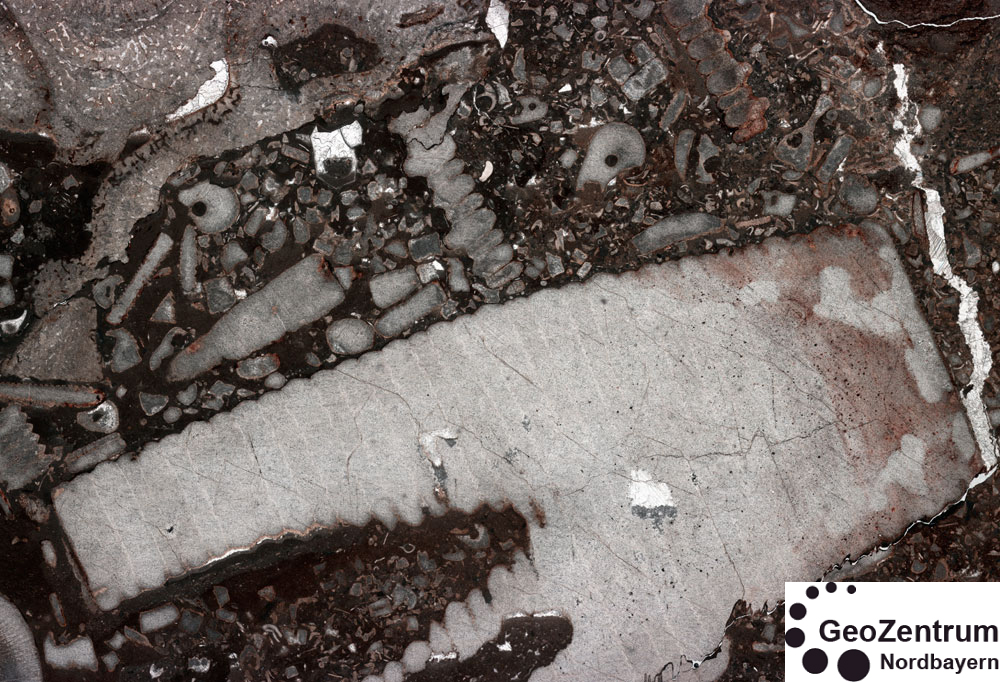
رودستون مع الميكريت. عرض الصورة هو 36mm

حجر رود أو رودستون هو نوع من الصخور الجيرية. 

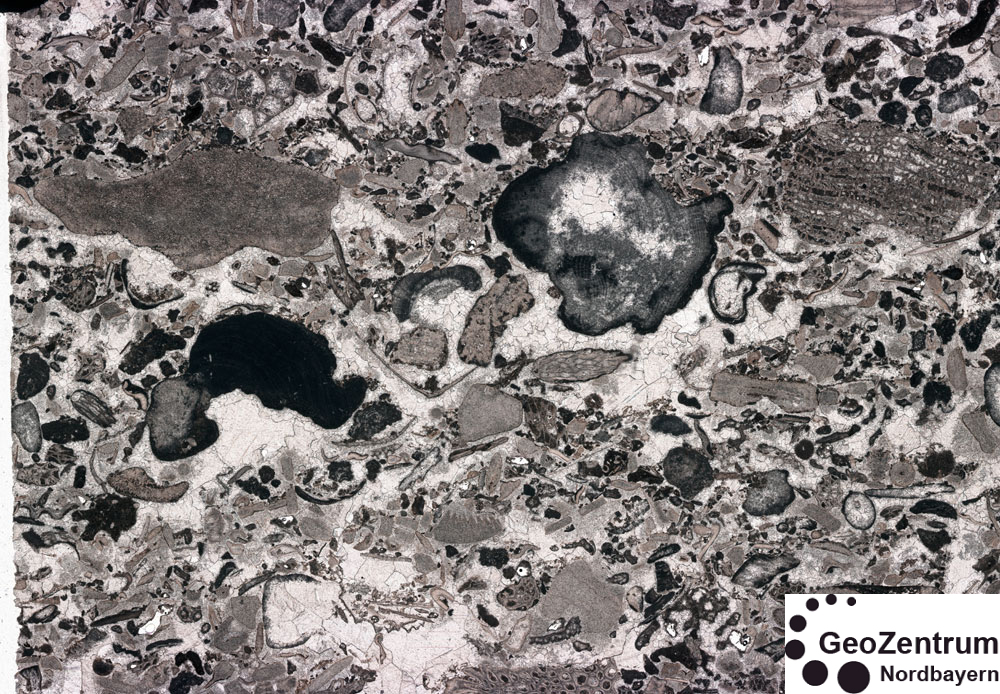
رودستون مع السباريت. عرض الصورة هو 36mm

لم ينظر تصنيف دنهام (دنهام، 1962  ) في حجم الحبيبات كمعيار لوصف الخصائص الحجرية الكربوناتية. في محاولة لتصحيح هذا النقص الملحوظ، قدم امبري وكلوفان (1971) مصطلح رودستون (الحبيبات الداعمة) والحجر الطافي (الفرشة الداعمة) للحجر الجيري الخشن الحبيبي جليب النشأة. بعد دراسة استقصائية عن استخدام تصنيف دنهام، أوضح لوكر والجنيبي (2016)  تعريف حجر رود بأنه «صخرة يسيطر عليها الكربونات، حيث يتكون أكثر من 10٪ من الحجم من الحبيبات الأكبر من 2 مم وتدعم هذه الحبيبات نسيج الصخر».